# 港人北上
港人北上，一般是指2023年香港與中國內地全面恢復通關之後，大量香港居民在假日經陸路口岸前往中國內地的深圳跨境消費的趨勢，不過在此之前的1980年代已經存在不少港人北上的情況，諸如東莞市樟木頭鎮等地一度被稱為小香港。北上範圍後來擴展至中國內地粵港澳大灣區城市以至廣東省的其他城市、台灣、日本及南韓。
2023年有5,300多萬人次香港居民「北上」訪問中國內地。訪港的中國內地旅客全年僅有2,650萬人次。

## 地理和文化相近

### 港人深圳消費多年
香港和深圳僅「一河之隔」，地理位置相近、文化和歷史關係深厚，香港與內地，尤其是廣東省，之間的人員往來一直頻繁，並且經濟聯繫緊密。

### 更完善交通配套
自2018年9月廣深港高速鐵路香港段通車以來，連接的內地城市數目逐步增加，前往廣東省內的短途班次亦越來越頻密，相關部門亦加緊研究短途「高鐵地鐵化」的可行性研究，有助於進一步推動粵港澳大灣區城市群的規劃和發展融合，促使「一小時經濟圈」。2020年8月第七個口岸香園圍管制站啟用，交通基礎設施的完善及兩地融合的配套政策促使港人北上消費更加便利。

## 內地實施便民政策

### 延長回鄉證使用期限
2023年5月8日，國家移民管理局宣布，延長港澳居民來往內地通行證（俗稱「回鄉證」）有效期。有效期為2020年1月1日至今年12月30日的回鄉證，將延長至2023年12月31日。香港人前往內地只需手持回鄉證原件，便可以持證正常辦理出入境邊防檢查手續來往內地；入境內地後，允許前往就近的縣級以上公安機關出入境管理部門申請換發回鄉證。

### 電子支付普及度提升
2019年，中國銀行在推出「大灣區開戶易」服務，讓香港人毋須返內地亦能在港「遙距」開立內地的銀行戶口，更可以此綁定內地城市廣泛使用的電子支付服務如微信支付、支付寶。
2023年，騰訊宣佈微信支付支援綁定國際信用卡，包括Visa、Discover Global Network、JCB、Mastercard等發卡機構；支付寶支援綁定香港信用卡，方便在內地北上消費。
與此同時，愈來愈多店舖接受港人以電子支付方式付費，例如以往支付寶、微信支付、雲閃付等只接受「國內版」付費，但現在即使手機只安裝了「香港版」支付工具，也能在連鎖店甚至小店使用，使用範圍包括餐飲娛樂，亦擴展至醫療、美容、文藝和修車保養等，甚至可以乘搭公共交通工具，使香港市民北上消費便利性大大提高。

## 香港消費高昂

### 港經濟漸趨疲弱
2019年至2023年期間發生2019冠状病毒病疫情，香港經濟及居民收入均受到嚴重衝擊，許多企業面臨困境，失業率上升。
2023年初以來，港元匯率跟隨美元在一段時間保持相對強勢，港元兌人民幣匯率累計最多升值約8%，提升港人北上消費的購買力。
內地經濟的持續增長，內地城市的消費環境、商品種類、服務項目擁有較高的性價比，更多的消費選擇和優惠活動令香港居民前往內地消費更趨理性化。

### 港人追求更高性價比
受到高地價政策的影響，香港物價比國内高，開店成本多花在店鋪租金之上，同時影響食物質素和服務人手不足，因此近年在零售、餐飲和服務業的品質也較以往遜色，在講求性價比的今日已不合時宜，香港人亦為之怨聲載道。

## 不同原因帶動經濟活動

### 疫後「報復式消費」
香港與內地經歷長達近三年的出入境限制，2023年初終於全面恢復通關，疫情封關期間港人積壓許久的剛性需求在短時間內出現俗稱「報復性消費」現象，香港經濟低迷，消費降級，人民幣匯價下跌，往返中國內地的交通變得更加便利，促使大量香港居民前往中國內地的深圳跨境消費。

### 國策推動「首發經濟」
根據2022年統計，深圳總共開立的首店品牌321家，同比增加18.8%，其品牌吸引力穩居全國前列。
2022年深圳市商務局印發《關於加快建設國際消費中心城市的若干措施》，高度重視「首店經濟」和「首發經濟」，支持國內外知名品牌在深圳設立首店、旗艦店及新概念店等，鼓勵國內外的知名品牌在深圳首發和同步上市新品。深圳「首店經濟」通過加強規劃、出台政策、打造平台、舉辦活動等舉措，對標國際消費中心城市，打造「首店之城」。

### 深圳為港人帶來新鮮消費體驗
2023年疫後開關，不少深圳商場和餐飲業者都推出優惠吸引北上港人消費，而深圳近年來的消費體驗及服務態度水平等都有所提升，深圳的商家也因應港人北上熱潮推出優惠措施，吸引消費。再加上深圳旅遊、文創景點眾多，新商業型態、新品牌亦順勢迅速冒起，為港人帶來新鮮感和吸引力。

### 政治冷感港人回歸玩樂主義
港區國安法推出後，不少香港居民對政治轉向冷淡，很多人回歸玩樂主義。國內產品和服務質素近年有所提升，港人普遍滿意而不像過去般抗拒於國內消費。

### 中港社交媒體宣傳效應
更有不少「港人北上消費相關攻略」在社交媒體持續傳播，香港Youtuber亦熱衷介紹吃喝玩樂資訊，港人北上消費玩樂因此成為趨勢。更有中國內地網紅透過社交媒體抖音和小紅書進行跨境食品代購及團購服務，將深圳生鮮食品、零食直送香港，自2020年起，深圳与香港以個體工商戶為單位的反向代购的商業模式及相關產業開始發展。

### 到內地買菜熱潮
近年因為港深之間開設了多個新口岸，港人北上更加方便和省時。居住在香港北區的市民更有地利之便，到內地買菜十分容易，在大埔搭乘跨境巴士到香園圍管制站也只是十數分鐘車程；也由於兩地物價差異，再加上長者可享有2元乘車優惠，故吸引到不少北區居民過關到蓮塘、黃貝嶺買菜，但同時也亦北區經營肉菜的攤販雪上加霜。

## 數據

### 消費金額
自2023年1月香港恢復與內地全面通關以來，根據香港入境事務處的數據，香港居民前往內地的人數持續上升，到2023年6月已增加至逾408萬，平均每日便有超過16萬人北上，至6月底通過陸路口岸入境深圳的香港居民的單日紀錄更已突破20萬人次。2024年3月29日高达116万人次出境。
根據政府統計處於2015年11月所公布有關港人北上消費開支統計調查報告，2014年港人北上不計算交通服務費用，每人的平均開支為860元，前往廣東省包括深圳的平均開支則為680元。按照入境人數來估算，2023年7月份香港人北上消費的金額達至40億元。

## 衍生問題

### 港人北上消費維權
有不少香港消費者就食品味道、味質問題、產品質素等議題投訴深圳山姆會員商店。香港消委會表示要求旅行社或深圳消委會協助。

### 內地觀光團導遊威迫利誘購物
香港居民呂先生報名參加中國內地旅遊團前往湖北，期間被內地導遊強迫購物，事後向《星島申訴王》投訴。

## 影響

### 香港經濟受打擊
香港有不少店舖及食肆在疫後加租、人手荒、港人北上的影響下出現結業潮。2023年9月至11月期間，香港共有1189間餐廳結業。
港人北上消費衝擊港府推出的香港夜繽紛。2023年聖誕假期的香港街頭，人潮也未如預期。香港餐飲聯業協會會長黃家和在《商台》節目指，香港餐飲業界的聖誕生意大受打擊，比疫情全面通關前更差。
香港中文大學商學院亞太工商研究所名譽教研學人李兆波表示，當跨境消費日常化，香港結構性消費必然流失，修車、美容院、髮廊都可能紛紛結業。李兆波認為兩地物價或被拉平，長遠會動搖香港地價，衝擊港府收入。

### 中國內地文化反向輸入香港 中港融合
中國知名社交平台小紅書攻佔香港市場，在港用戶數已突破200萬，形成「小紅書經濟圈」。
港人北上消費成為熱潮，不少香港居民對中國內地的餐飲品牌愈來愈熟悉。有不少中國內地餐飲品牌藉港人北上熱潮進駐香港市場，方便他們日後「出海」，開拓國際市場。有不少中國內地的「网红」餐飲、髮廊特色輸入香港。不少中國内地电影輸入香港電影院。深港公交地铁已经实现了乘车扫码互联互认互通。
香港行政長官李家超表示，港人北上消費證明中港融合成功，不再是「兩制」排斥「一國」。

### 中港矛盾激化
部分中國內地網民指責部分北上中國內地跨境消費的香港居民「說話聲音好大」、「素質低」等，引發中港兩地網民罵戰。